# لغة مهنية

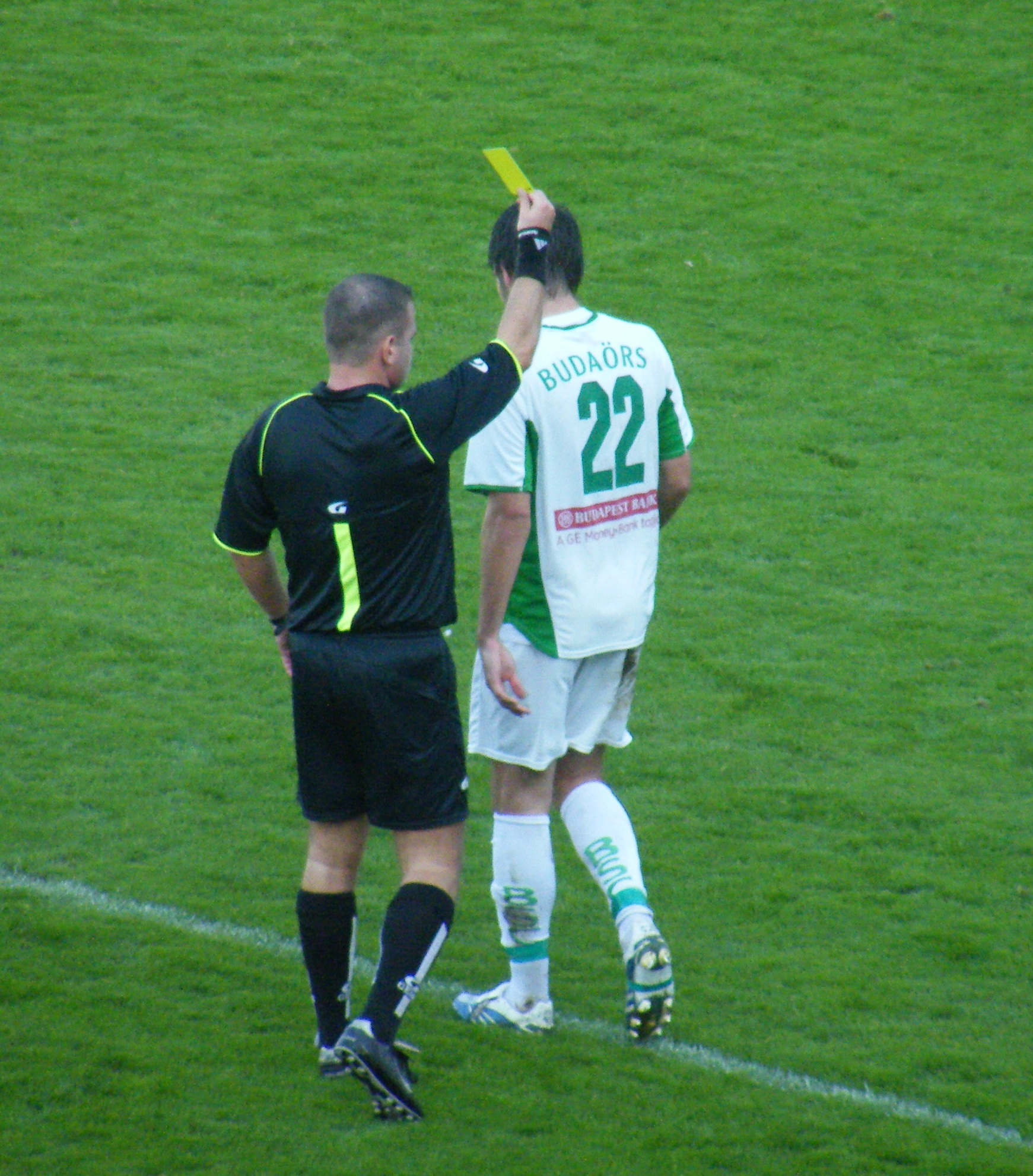

لغة اصطلاحية أو لغة اصطلاحية مختصة أو الرَّطانة أو لغة خاصة أو لغة مهنية أو لغة التجارة هي الكلمات والعبارات والمصطلحات المستخدمة في مجال متخصص (مثل البحث والترفيه والرياضة وتجارة معينة أو مجال أكاديمي إلخ). حيث تكون اللغة المستخدمة في سياقه غير مفهومة جيدًا خارجه لأن المصطلحات اللغوية تكون تقنية تميز نشاطا أو مجموعة خاصة.
وتتجلى القوة الرئيسية الدافعة إلى إنشاء المصطلحات التقنية في الرغبة في الدقة وسهولة الاتصال بين أشخاص من نفس المهنة، لتسهيل المناقشة مرورا من المواضيع العامة إلى التفاصيل المحددة بدقة دون الحاجة إلى التحايل.